# Cmentarz żydowski w Służewie
Cmentarz żydowski w Służewie – został założony pod koniec XVIII wieku i uległ dewastacji w czasie II wojny światowej skutkiem czego nie zachował się na nim żaden nagrobek. Znajduje się na południowym zachodzie miejscowości.